# Unione Sportiva Dilettantistica Caravaggio
L'Unione Sportiva Dilettantistica Caravaggio (in breve U.S.D. Caravaggio o semplicemente Caravaggio) è una società calcistica italiana con sede nel comune di Caravaggio, in provincia di Bergamo. Milita in Eccellenza, quinta divisione del campionato italiano di calcio.
Vanta una decina di partecipazioni al suddetto campionato, il che costituisce il massimo risultato della storia sociale; non ha invece mai raggiunto le divisioni professionistiche.

## Storia
Le origini della pratica calcistica in quel di Caravaggio risalgono al 1921, allorché al fine di fornire ai giovani del paese una struttura ludica stabile venne costituita l'Unione Sportiva Veltro: suoi colori sociali erano il bianco e il nero. Il primo terreno di gioco venne ricavato in un prato contiguo al santuario mariano.
Nel 1922-1923 la Veltro si affiliò alla FIGC ed esordì nel girone A del campionato di Terza Divisione lombarda. Il 1922 è pertanto considerato idealmente (seppur non formalmente) l'anno d'inizio della storia del calcio a Caravaggio.
Nel 1946 le si affiancò una seconda società, l’Ignis Olimpia, che subito si affiliò alla Federazione e nella stagione 1946-1947 fece il suo esordio nel girone D del campionato regionale di Prima Divisione.
Onde razionalizzare e irrobustire la pratica calcistica comunale, il comune di Caravaggio iniziò presto a far pressione sulle due società affinché unissero le forze: fu così che sera del 31 agosto 1958 una riunione portò alla nascita dell’Unione Sportiva Caravaggio, che in ossequio ai colori dello stemma civico scelse di vestire in bianco e rosso.
Usufruendo del titolo sportivo dell'U.S. Veltro, il club unificato poté esordire nel Campionato Dilettanti 1958-1959 (all'epoca quinto livello del calcio italiano), ove vinse subito il girone C.
Dopo circa mezzo secolo di militanza nei campionati regionali con una sola partecipazione in Serie D nel 2005-2006 (ottenuta rilevando un titolo sportivo terzo), alla fine della stagione 2007-08 parte del Caravaggio si fonde con l'Unione Sportiva Oratorio Calcio, dando luogo a un nuovo club denominato Calcio Caravaggese. Ciò tuttavia non ha influito sull'esistenza del "vero" Caravaggio (intanto divenuto, per ragioni legali, Unione Sportiva Dilettantistica Caravaggio), che prosegue il proprio percorso sportivo.
Nell'estate del 2009 una scissione dalla Calcio Caravaggese, dovuta a disaccordi dei dirigenti sulla gestione della squadra, conduce alla riunificazione del club biancorosso, che rimane così l'unico a portare il nome di Caravaggio nei campionati calcistici italiani. Contestualmente, acquisendo il titolo sportivo del Pedrengo, il Caravaggio torna in Serie D.
Come già nel 2006, i biancorossi non riescono però a mantenere la categoria e retrocedono in Eccellenza; segue una stagione interlocutoria (2010-2011), dopodiché nel 2011-2012 il Caravaggio non solo vince il proprio girone (risalendo in D), ma fa anche sua la fase regionale di Coppa Italia Dilettanti e la Supercoppa Lombardia per squadre non professionistiche.
Rientrato nel massimo campionato amatoriale, il Caravaggio riesce infine a stabilizzarvisi: nel 2012-2013 e nel 2013-2014 ottiene la salvezza "sul campo", dopodiché nel 2014-2015 e nel 2015-2016 evita la retrocessione (dovuta ai piazzamenti nelle retrovie) dapprima rilevando il titolo sportivo dell'Aurora Seriate, indi beneficiando di un ripescaggio a completamento organici. L'obiettivo della salvezza diretta viene quindi conseguito nelle tre stagioni successive, tra il 2016 e il 2019, ove il Caravaggio si attesta a metà classifica nel proprio girone. Più complessa è l'annata 2020-2021, ove la salvezza diretta viene centrata grazie al blocco dei playout deciso dalla Lega Nazionale Dilettanti. La retrocessione si concretizza però l'anno seguente, che vede il Caravaggio sconfitto ai playout dal Villa Valle.
Nel 2022-2023 i biancorossi centrano l'immediata risalita in Serie D: si piazzano infatti secondi nel proprio girone di Eccellenza, per poi avanzare nei playoff quanto basta per ottenere il ripescaggio a completamento organici. Nella stagione 2023-2024 (che registra peraltro l'arrivo nello stadio comunale dell'Atalanta U23) il Caravaggio si salva direttamente.

## Colori e simboli
Dal 1958 il Caravaggio veste divise palate bianco-rosse: i colori sono mutuati dallo stemma comunale, che a sua volta campeggia nel logo del club.

## Società

### Organigramma societario
In carica al 20 aprile 2019.
- Giovanni Mombrini - presidente onorario
- Luigi Mombrini - presidente
- Franco Foppa - vice presidente
- Giuseppe Prevedini - direttore generale
- Umberto Lanzeni - vice direttore generale
- Rolando Lorenzi - direttore sportivo
- Federico Vicario - segretario
- Carlo Castagna - membro direttivo
- Gian Luigi Degani Gianluigi - membro direttivo
- Luigi Passoni - membro direttivo
- Alessandro Vicario - membro direttivo
- Antonio Fallarino - responsabile giovanili
- Giovanni Spiranelli - addetto stampa

## Palmarès

### Competizioni regionali
- Eccellenza: 1

2011-2012 (girone B)
- Campionato Dilettanti Lombardia: 1

1958-1959 (girone C)
- Promozione: 1

2008-2009 (girone E)
- Prima Categoria: 1

1980-1981 (girone C)
- Seconda Categoria: 1

1974-1975 (girone C)
- Coppa Italia Dilettanti Lombardia: 1

2011-2012

### Competizioni provinciali
- Terza Categoria: 1

1967-1968 (girone E)

### Altri piazzamenti
- Eccellenza:

Secondo posto: 2010-2011 (girone B), 2022-2023 (girone C)
Terzo posto: 2004-2005 (girone C)
- Promozione:

Secondo posto: 1995-1996 (girone D), 1999-2000 (girone E)
- Prima Categoria:

Secondo posto: 1989-1990 (girone C)